# ريجيس هوزر
ريجيس هوزر (بالفرنسية: Régis Hauser)‏ هو كاتب فرنسي، ولد في 27 فبراير 1947 في سرغومين في فرنسا، وتوفي في 23 أبريل 2009 في متز في فرنسا.